# 蒲郡市立形原北小学校
蒲郡市立形原北小学校（がまごおりしりつ かたはらきたしょうがっこう）は、愛知県蒲郡市金平町屋敷田にある公立小学校。

## 概要
- 「形北」（かたきた）と呼ばれる。
- 形原小学校の児童増加に伴う蒲郡市初の学校分割による新設校。
- 卒業生は、蒲郡市立形原中学校へ進学する。

## 沿革
- 昭和42（1967）年度（児童数425名　12学級） 　　　　　　　　　4月　開校式　  　　　　　　　　12月　体育館竣工  　　　　　　　　　3月　岩石園完成（ＰＴＡ記念事業）  昭和43（1968）年度（児童数446名　12学級）  　　　　　　　　　6月　温室完成  昭和44（1969）年度（児童数486名　15学級）  昭和45（1970）年度（児童数531名　16学級）  　　　　　　　　　2月　北校舎竣工  昭和46（1971）年度（児童数575名　16学級）  　　　　　　　　　7月　プール竣工  昭和47（1972）年度（児童数671名　18学級）  　　　　　　　　　２月　校歌発表会  昭和48（1973）年度（児童数596名　17学級）  昭和49（1974）年度（児童数621名　18学級）  昭和50（1975）年度（児童数631名　18学級）  昭和51（1976）年度（児童数638名　18学級）  昭和52（1977）年度（児童数620名　19学級）  　　　　　　　　　３月　アスレチック構築（ＰＴＡ記念事業）  昭和53（1978）年度（児童数647名　19学級）  　　　　　　　　　5月　愛鳥のつどい実施  昭和54（1979）年度（児童数743名　22学級）  　　　　　　　　　7月　「形北の森」造成  　　　　　　　　11月　ＦＢＣ農水大臣賞を受賞  昭和55（1980）年度（児童数837名　24学級）　  　　　　　　　　　　　＜40人学級編成開始＞  昭和56（1981）年度（児童数832名　24学級）  　　　　　　　　11月　ＦＢＣ名誉大賞を受賞  　　　　　　　　12月　蒲郡のむかしばなし  　　　　　　　　　　　　「いたずら地蔵」を発刊  昭和57（1982）年度（児童数846名　25学級）  　　　　　　　　11月　全国鳥獣保護実績日本一，  　　　　　　　　　　　　環境庁長官賞を受賞  昭和58（1983）年度（児童数846名　25学級）  　　　　　　　　12月　ＦＢＣ内閣総理大臣賞を受賞  昭和59（1984）年度（児童数784名　24学級）  昭和60（1985）年度（児童数730名　22学級）  　　　　　　　　　8月　蒲郡のむかしばなし「ぬすまれた観音さま」を発刊  昭和61（1986）年度（児童数668名　21学級）　　  　　　　　　　　　　　　開校20周年記念行事（運動会，学芸会）  　　　　　　　　11月　学年別研究集会発表  昭和62（1987）年度（児童数663名　21学級）  昭和63（1988）年度（児童数628名　20学級）  形北の森造成（昭和５４年）  　  ＦＢＣ花壇で名誉大賞（昭和５６年）  内閣総理大臣賞（昭和５８年）を受賞。校門内側に「花咲く庭に子らつどい」等の記念碑設置。  ビオトープ完成  平成13（2001）年度  （児童数503名　15学級）  平成14（2002）年度（児童数497名　16学級）  　　　　　　　　　　　＜完全学校週五日制スタート＞  　　　　　　　　11月　メダカ川完成  　　　　　　　　11月　学習指導研究発表会  　　　　　　　　11月　優良ＰＴＡとして文部科学大臣賞を受賞  平成15（2003）年度（児童数486名　14学級）  平成16（2004）年度（児童数501名　15学級）　  　　　　　　　　　　　＜二学期制スタート・市制50周年＞  　　　　　　　　11月　ＰＴＡ安全パトロール発足  平成17（2005）年度（児童数508名　17学級）  平成18(2006)年度（児童数505名　18学級）  　　　　　　　　　　　　県「自分づくり・仲間づくり推進事業」委託研究  　　　　　　　　　６月　開校４０周年記念事業  平成19(2007)年度（児童数521名　18学級）  　　　　　　　　　　　　　文部科学省「小学校における英語活動等  　　　　　　　　　　　　国際理解活動推進事業」委託研究（２０年度まで）  　　　　　　　　　11月　南校舎耐震化工事完了  平成20(2008)年度（児童数533名　19学級）  　　　　　　　　　 ２月　授業公開　文科調査官菅正隆先生講演  平成２１(2009)年度（児童数５５８名　20学級）  　　　　　　　　　11月　学習指導研究会  　　　　　　　　　　　　蒲郡市教育委員会学習指導研究委嘱（19から21年度）  平成22（2010）年度（児童数576名　21学級）  　　　　　　　　　 ２月　北校舎耐震工事開始  　　　　　　　　　 ３月　東日本大震災１４時２６分発生のため児童引き渡し  平成23（2011）年度（児童数566名　21学級）  　　　　　　　　　 ８月　形原３校合同資源回収等で東北支援  平成24（2012）年度（児童数573名　21学級）  　　　　　　　　　11月　屋外バスケットボールコート完成  平成25（2013）年度（児童数570名　21学級）  平成26（2014）年度（児童数586名　22学級）  　　　　　　　　　　2月　体育館耐震化工事完了  平成27（2015）年度（児童数585名　22学級）　　　　　　　　　　　　　　　　　　　　　　　　　　　　　　　　　　　　　　　　　　　　　　　　　　　　　　　　　　　　　　　　　　　　　　　　　　　　　　　　　　　　　　　　　　　　　　　　　　　　　　　　　　　　　　　　　　　　　　　　　　　　　　　　　　　　　   　　　　　　　　１１月　学習指導研究会　　　　　　　　　　　　　　　　　　　　　　　　　　　　　　　　　　　　　　　　　　　　　　　　　　　　　　　　　　　　　　　　　　　　　　　　　　　　　　　　　　　　　　                    　　　 蒲郡市教育委員会学習指導研究委嘱（25から27年度）　　　　　　　　　　　　　　　　　　　　　　　　　　　　　　　　　　　　　　　　　　　　　　　　　　　　　　　　　　　　　　　　　　　　　　　　　　　　　　　　　　　　　　　　　　　　　　　　　　　　　　　　　　　　　　　　　　　　　　　　　　　　　　　　　　　　　　　　　　 　　　　　　　　　　　　　　　　　　　　　　　　　　　　　　　　　　　　　　　　　　　　 　　　　　　　　　　　　　　　　　　　　　　　　　　　　　　　　                     １２月　ブランコ　完成  平成28（2016)年度（児童数559名　23学級）　　　　　　　　　　　　　　　　　　　　　　　　　　　　　　　　　　　　　　　　　　　　　　　　　　　　　　　　　　　　　                   　 　　６月　創立５０周年記念講演会　鉄崎幹人氏  　　　　　　　　 １１月　滑り台贈呈式  　　　　　　　　　 ２月　記念誌「形北小この５０年」刊行  平成29（2017）年度（児童数534名　22学級）  　　　　　　　　　 ８月　雲梯、登り棒完成  　　　　　　　　 １０月　愛知県健康推進学校入選  　　　　　　　　 １１月　形北小安全パトロール隊　文部科学大臣奨励賞  平成30（2018）年度（児童数519名　20学級）  　　　　　　　　　 ８月　ブロック塀改修工事  平成31（2019）年度（児童数495名　21学級）

## 校訓
自主 創造
安心

## 学校行事
- 入学式
- 春の遠足
- 運動会
- 球技指導会
- 修学旅行（6年）
- 学習発表会
- 競書会
- 卒業式
- 校外学習（5年）
- 社会科見学 （4年）

## 校区
- 蒲郡市形原町のうち形原小学校校区を除く区域、金平町、一色町、鹿島町の一部

## 交通
- 名鉄三河鹿島駅より徒歩約12分